# スイッチ (漫画)
『スイッチ』は、望月花梨による漫画。白泉社発行の『花とゆめ』に連載された。単行本は全2巻。作中の学校は、中高一貫校の模様で、作中にて高校に進学している。

## あらすじ
中学3年生の絅と梢。2人は持ち物を交換するなど、大の仲良し。先生全般が苦手な絅、担任の広田に恋する梢。夕方、日誌を提出しに職員室へ行った2人は、広田の机の上に生徒からのラブレターが置いてあるのを発見。負けじと梢もその場でラブレターを書く。そこへ広田が戻る気配がし、隠れて様子を見ようという梢に渋々つきあう絅。
ラブレターを見つけた広田は一笑。その様子にショックを受けた梢が、物音を立ててしまい広田にばれそうになる。動揺した梢が棚にぶつかり、棚の上の段ボール箱が広田の頭を直撃。広田が気を失っている間に急いで逃げる2人。昇降口まで来たところで、梢の上履きが脱げてしまっていることに気付く。絅と交換していたため、上履きには絅の名前が書いてある。ますます動揺する梢をなだめ、先に帰るように言い、広田が気付いていないことを祈りながら、1人職員室へ戻る絅。そこに広田の姿はなかったものの、黒板に「忘れ物」と書かれており、そこには絅の上履きが。
翌日、学校へ行こうと梢を迎えに行くと、梢は頭痛で休むという。正直に謝ろうと決めていた絅は、沈んだ気持ちを抑えながら意を決めて広田に謝ると、広田は笑って許してくれた。それからというものの、絅は広田のことが気になって仕方がない。

## 登場人物
名倉 絅（なくら けい）
中学3年生。先生が苦手で、無愛想な態度を取りがちだが、口が堅いためクラスの中では信頼が厚い。物まね上手な女の子。
広田（ひろた）
絅のクラスの担任。英語教師。サッカー部顧問。さばさばした性格で、男子のエロ話にも付き合ったりするので生徒から人気がある。
汐見 梢（しおみ こずえ）
絅の親友。広田のことが好き。後に、絅に協力。
木暮（こぐれ）
絅のクラスメイト。サッカー部。教室の窓からサッカー部の練習を見ている絅は自分のことが好きなのだと勘違いしていた。
原田（はらだ）
広田の同僚。英語教師。